# Podniebny Orzeł
Podniebny Orzeł (jap. 天の鷹 Ten no taka) – manga autorstwa Jirō Taniguchiego, publikowana w magazynie „Manga Action” wydawnictwa Futabasha. Jej rozdziały zostały zebrane w jednym tankōbonie, wydanym 28 września 2002. Polski przekład ukazał się w październiku 2010 nakładem wydawnictwa Hanami.

## Fabuła
Hikosaburo Soma i Manzo Shiotsu to dwaj samurajowie pochodzący z feudalnego regionu Aizu, którzy po restauracji Meiji zostali wygnani do Stanów Zjednoczonych. Po pracy w kopalni złota w Kalifornii osiedlają się w Bighorn Mountains w stanie Wyoming. Tam nawiązują kontakt z plemieniem Oglalów, dowodzonym przez Szalonego Konia. Wódz prosi ich o pomoc w walce przeciwko Stanom Zjednoczonym oraz wrogiemu plemieniu Kruków, a także w obronie Black Hills – świętej ziemi Oglalów. Szalony Koń zwraca się również do Hikosaburo i Manzo o nauczenie plemienia ju-jitsu, w którym obaj są mistrzami. Po długim czasie spędzonym z Oglalami, samurajowie przyjmują nowe totemiczne imiona: Hikosaburo staje się Podniebnym Orłem, a Manzo Wietrznym Wilkiem. Następnie biorą udział w wojnie o Black Hills przeciwko dowódcy wojsk amerykańskich, George’owi Armstrongowi Custerowi, walcząc również w słynnej bitwie nad Little Bighorn.

## Odbiór
Redaktor z Manga News stwierdził, że choć manga nie zrobiła na nikim ogromnego wrażenia, to jest solidną lekturą. Recenzent z Anime UK News pochwalił pierwszy tom, nazywając go „unikalnym”. Joseph Arrouet z Planete BD docenił serię, szczególnie chwaląc fabułę, podobnie jak Christel Scheja ze Splash Comics. Sherryn z Manga Sanctuary również wyraziła się z uznaniem o fabule, jednak zauważyła, że niektóre postacie są słabo rozwinięte.